# John Boyega
John Boyega (Londen, 17 maart 1992) is een Britse acteur van Nigeriaanse afkomst. Hij is bekend van de films Attack the Block (2011) en Star Wars: The Force Awakens (2015).

## Biografie
John Boyega werd in 1992 in de Londense wijk Peckham geboren als de zoon van Nigeriaanse ouders. Zijn vader was een prediker en hoopte dat zijn zoon in zijn voetsporen zou treden. Als kind sloot hij zich aan bij de theaterschool. Als tiener studeerde hij aan de Westminster City School. Later studeerde hij ook aan de South Thames College en vertolkte hij de hoofdrol in de schoolproductie Othello.
Boyega trad op in de toneelstukken Six Parties en Category B alvorens gecast te worden in de sciencefictionkomedie Attack the Block (2011). De Britse film betekende zijn doorbraak. In 2011 werd hij ook gecast als hoofdrolspeler in de pilot voor Da Brick, een HBO-serie die lichtjes gebaseerd was op het leven van bokser Mike Tyson. De reeks werd uiteindelijk niet verder ontwikkeld door de betaalzender. Datzelfde jaar had hij ook een kleine rol in de Britse politieserie Law & Order: UK.
In april 2014 raakte bekend dat Boyega het personage Finn zou vertolken in Star Wars: Episode VII: The Force Awakens (2015). Datzelfde jaar was hij ook in vier afleveringen te zien in de miniserie 24: Live Another Day.

## Filmografie

### Film
- Attack the Block (2011)
- Junkhearts (2011)
- Half of a Yellow Sun (2013)
- Imperial Dreams (2014)
- Star Wars: Episode VII: The Force Awakens (2015)
- Star Wars: Episode VIII: The Last Jedi (2017)
- The Circle (2017)
- Detroit (2017)
- Pacific Rim Uprising (2018)
- Star Wars: Episode IX: The Rise Of Skywalker (2019)
- The Woman King (2022)
- They Cloned Tyrone (2023)

### Televisie
- Becoming Human (2011) - 4 afleveringen
- Law & Order: UK (2011) - 1 aflevering
- 24: Live Another Day (2014) - 4 afleveringen
- Major Lazer (2015) - stem, 10 afleveringen
- Tinkershrimp & Dutch (2015) - stem, 5 afleveringen
- Star Wars Forces of Destiny (2017-2018) - stem, 6 afleveringen